# Briania
Briania — рід грибів родини Meliolinaceae. Назва вперше опублікована 1989 року.

## Класифікація
До роду Briania відносять 1 вид:
- Briania fruticetum